# Балер
Балер, официально Муниципалитет Балер (филипп. Bayan ng Baler) — город и муниципалитет, столица провинции Аурора на Филиппинах.

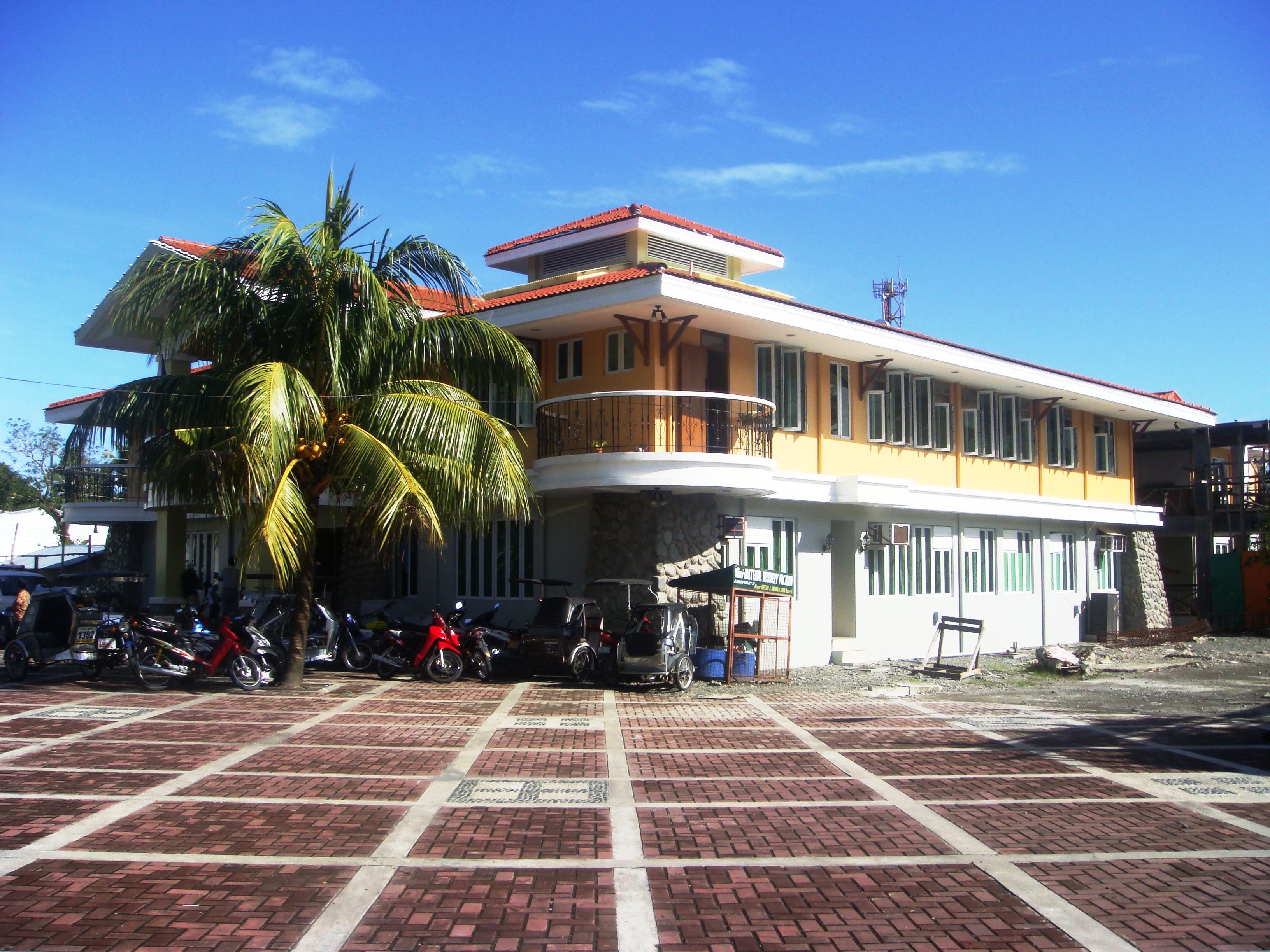
Муниципальный зал Балера

Балер расположен в 231 км северо-восточнее Манилы, дорога к которой проходит через перевал, доступный для автобусов и частного автотранспорта. Горы представляют собой грандиозные образования и расположены на обширной равнине на южном окончании залива Балер Филиппинского моря.

## Население
Согласно переписи 2020 года, население города составляет 43 785 человек. Плотность населения — 470 чел./км².

## История
Основан в 1609 году, как поселение семью францисканскими миссионерами под руководством Фрая Бласа Паломино. Позже, усилиями августинцев и реколлектов, в 1658 году стал городом (pueblo). В результате нехватки миссионеров францисканцы в 1703 году снова взяли контроль над поселением.
Во время Филиппинской революции в 1898-1899 годах здесь произошла Осада Балера.
Город получил статус административного центра провинции Аурора 14 июня 1951 по указу, подписанному президентом Эльпидио Кирино.
Балер разделен на 13 барангаев.

## Климат
Город находится в зоне, характеризующейся влажным тропическим климатом. Самый теплый месяц — май со средней температурой 28,3 °C. Самый холодный месяц — январь, со средней температурой 24,4 °С.

## Известные уроженцы
- Кесон, Мануэль (1878—1944) —  президент Филиппин (1935-1944).
- Кесон, Аврора (1935-1944) — первая леди Филиппин, жена президента Филиппин Мануэля Кесона.
- Ангара, Эдгардо (1934–2018) – филиппинский политический и государственный деятель.

## Галерея

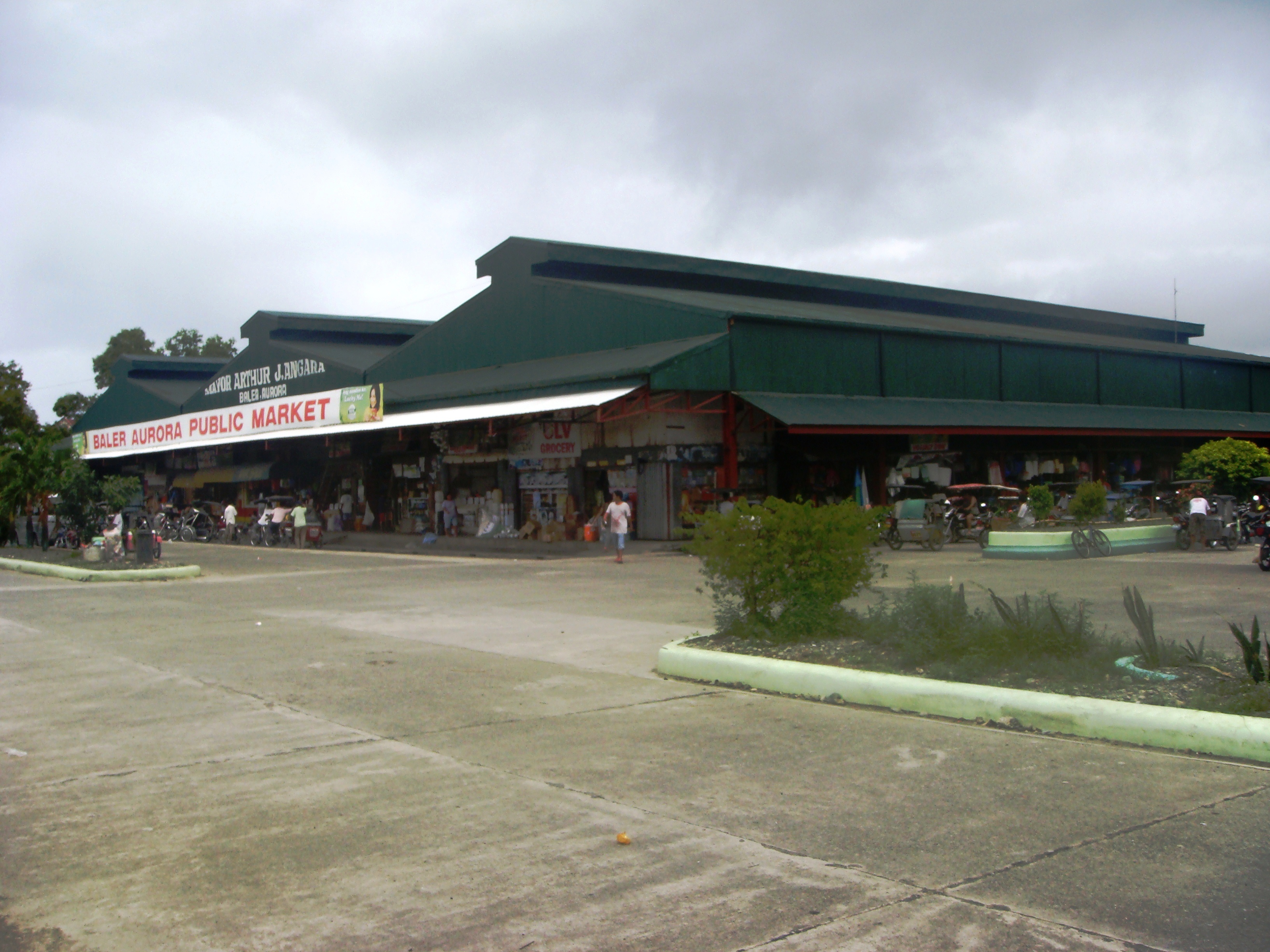
Городской рынок
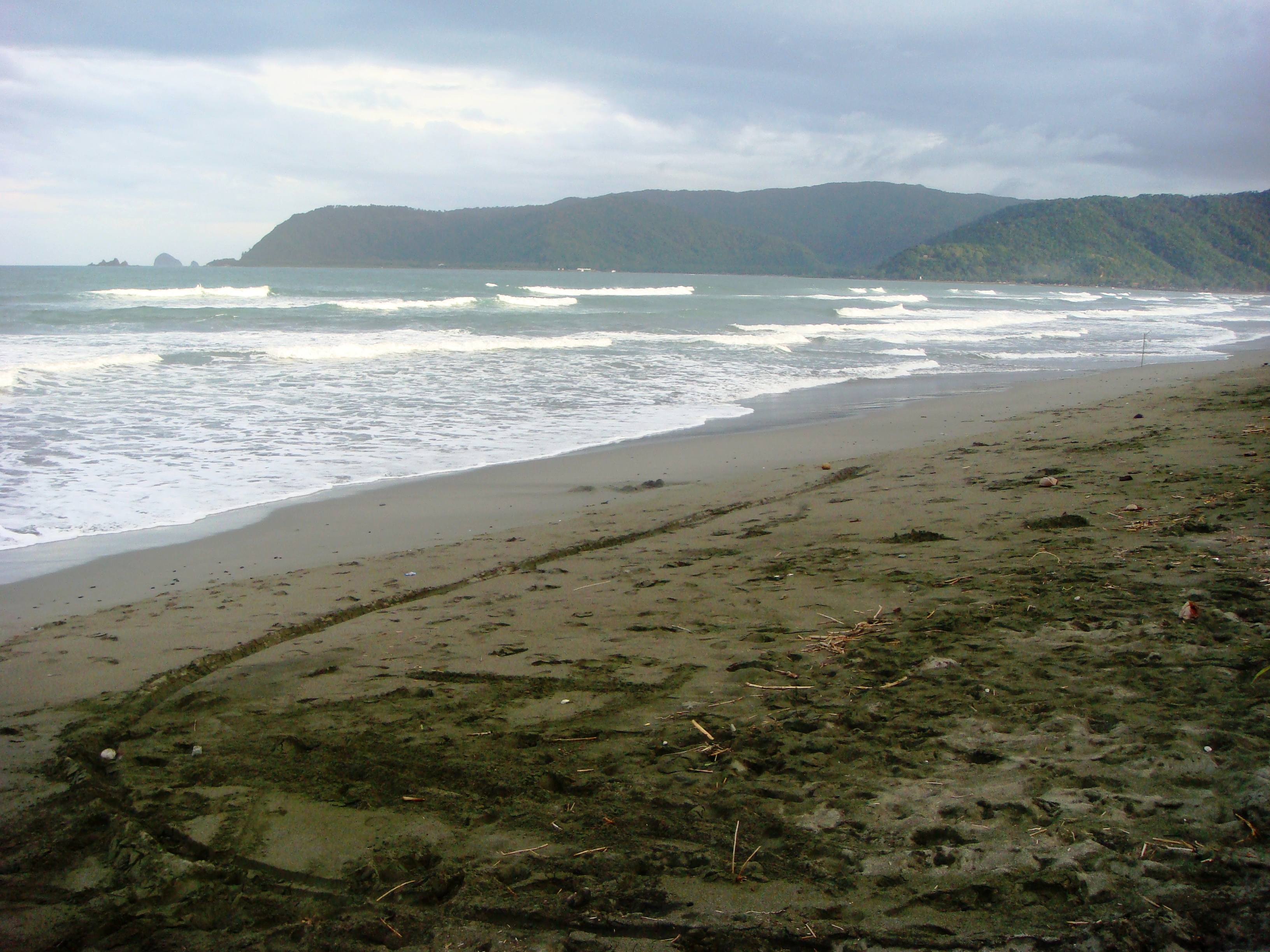
Пляж Лабасин-Сабанг
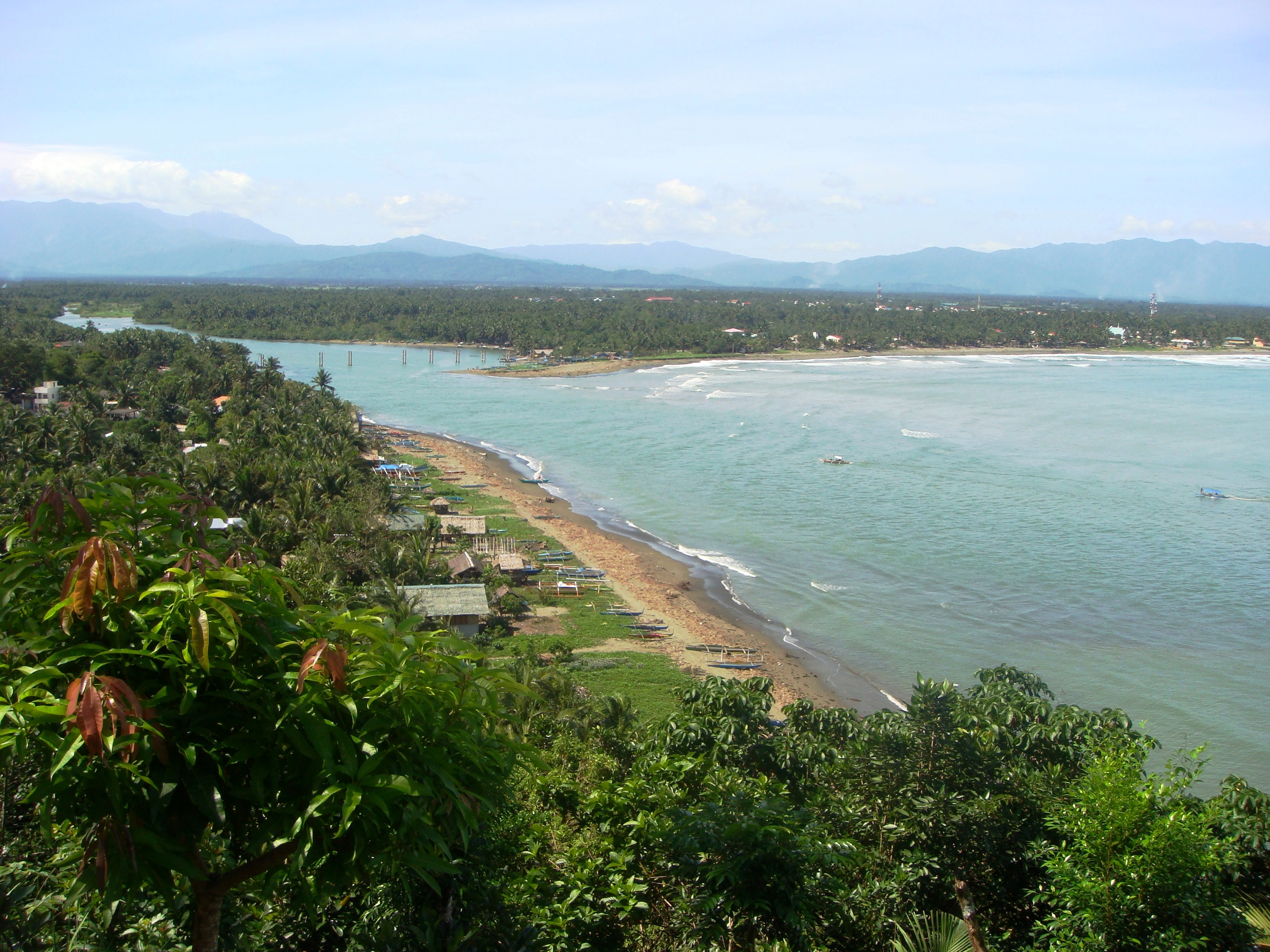
Вид на залив Балер с холма Эрмита
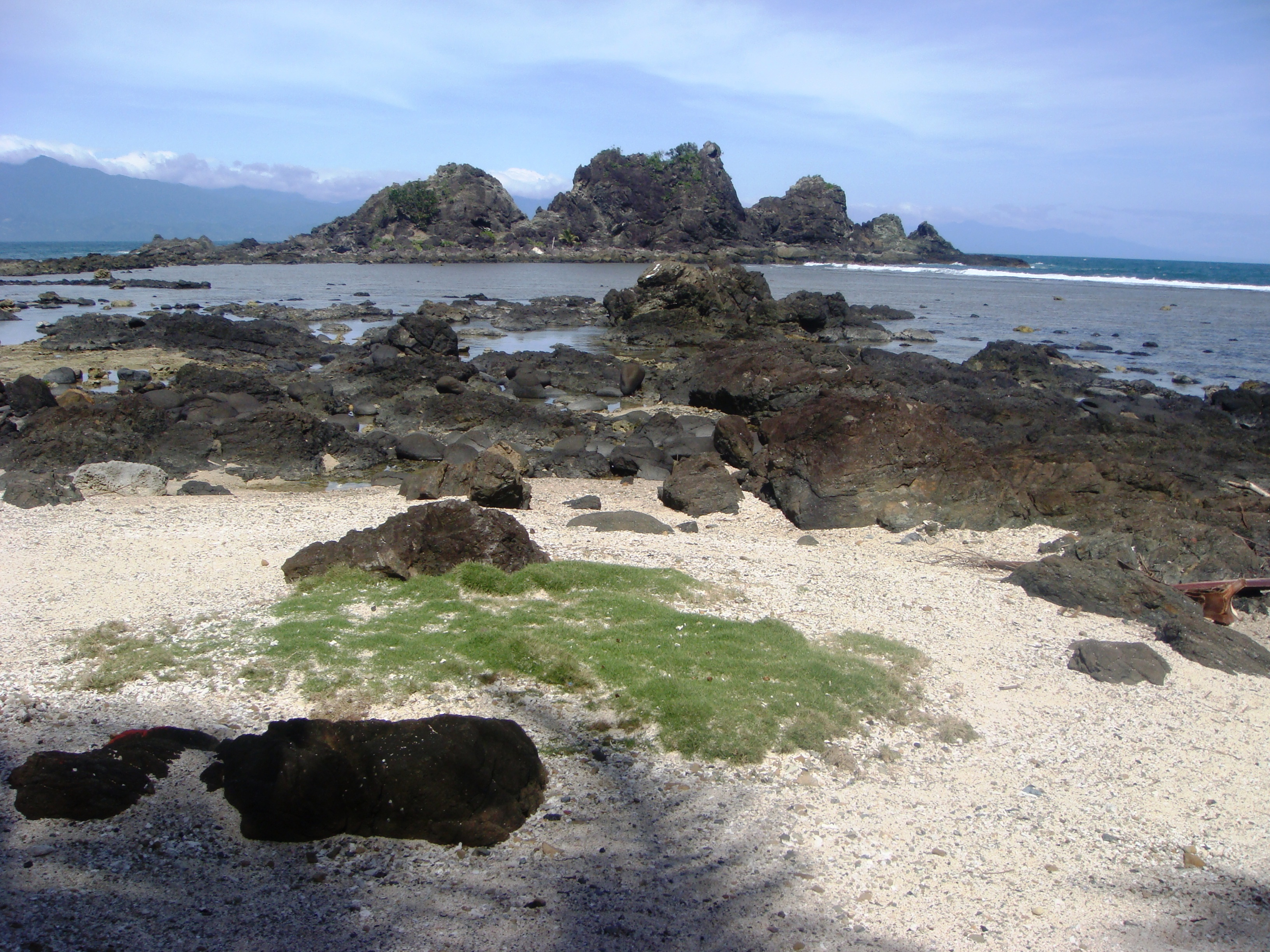
Скалистые островки в заливе Дигизит
Дикасаларинская бухта